# Discografia de Fetty Wap
A discografia do rapper estadunidense Fetty Wap consiste em um álbuns de estúdio, uma mixtape, quatro singles e três singles promocionais. Seu álbum de estréia, Fetty Wap, estreou na liderança da Billboard 200 vendendo 125,000 copias na semana de estréia (75,484 copias puras). Deste álbum foram extraídos três singles top-dez na Billboard Hot 100, sendo eles "Trap Queen", "679" e "My Way".

## Álbuns

### Álbuns de estúdio
| Ano  | Título    | Detalhes | Melhor posição | Melhor posição | Melhor posição | Melhor posição | Melhor posição | Melhor posição | Melhor posição | Vendas      | Certificações (limiares de vendas) |
| Ano  | Título    | Detalhes | EUA            | EUA R&B        | AUS            | CAN            | IRL            | HOL            | GBR            | Vendas      | Certificações (limiares de vendas) |
| ---- | --------- | --- | -------------- | -------------- | -------------- | -------------- | -------------- | -------------- | -------------- | ----------- | ---------------------------------- |
| 2015 | Fetty Wap | - 1° álbum de estúdio - Lançamento: 25 de setembro de 2015 - Gênero: Hip hop, R&B, Trap - Gravadora: RGF Productions, 300, Atlantic - Formatos: Disco compacto, Download digital | 1              | 1              | 13             | 13             | 59             | 73             | 15             | - : 157,000 |                                    |

### Mixtapes
| Título  | Detalhes                                                                                     |
| ------- | -------------------------------------------------------------------------------------------- |
| Up Next | - 1° Mixtape - Lançamento: 31 de julho de 2014 - Gênero: Hip hop - Formato: Download digital |

## Singles

### Como artista principal
| Ano | Título                      | Melhor posição | Melhor posição | Melhor posição | Melhor posição | Melhor posição | Melhor posição | Melhor posição | Melhor posição | Melhor posição | Melhor posição | Certificações (limiares de vendas)                 | Álbum     |
| Ano | Título                      | EUA            | EUA R&B        | AUS            | CAN            | DEN            | IRL            | HOL            | NZL            | SUI            | GBR            | Certificações (limiares de vendas)                 | Álbum     |
| --- | --------------------------- | -------------- | -------------- | -------------- | -------------- | -------------- | -------------- | -------------- | -------------- | -------------- | -------------- | -------------------------------------------------- | --------- |
| 2014 | "Trap Queen"                | 2              | 2              | 25             | 11             | 8              | 26             | 36             | 13             | 55             | 8              | - : Platina - : Ouro - : Ouro - : Ouro - : Platina | Fetty Wap |
| 2015 | "679" (featuring Remy Boyz) | 5              | 4              | 46             | 20             | —              | 41             | 67             | 13             | 65             | 35             | - : Ouro                                           | Fetty Wap |
| 2015 | "My Way" (featuring Monty)  | 7              | 5              | 94             | 31             | —              | —              | —              | —              | —              | 80             |                                                    | Fetty Wap |
| 2015 | "Again"                     | 33             | 12             | 63             | 72             | —              | —              | —              | —              | —              | 79             |                                                    | Fetty Wap |
| "—" denota um lançamento que não foi comercializado no território ou não conseguiu entrar na tabela musical do país. |                             |                |                |                |                |                |                |                |                |                |                |                                                    |           |

### Promocionais
| Ano  | Título                                                   | Melhor posição | Álbum     |
| Ano  | Título                                                   | EUA            | Álbum     |
| ---- | -------------------------------------------------------- | -------------- | --------- |
| 2014 | "Spaceship" (com a participação de Nikosi & North Maine) | —              | —         |
| 2015 | "RGF Island"                                             | 57             | Fetty Wap |
| 2015 | "Jugg" (com a participação Monty)                        | 86             | Fetty Wap |

## Outras aparições
| Ano  | Canção                     | Ouros artistas                                            | Álbum                   |
| ---- | -------------------------- | --------------------------------------------------------- | ----------------------- |
| 2014 | "Tonight" (Remix)          | Choo Biggz, 50 Cent, Tank                                 | —                       |
| 2015 | "Somebody" (Remix)         | Natalie La Rose, Jeremih, Sage the Gemini, Troy Ave       | —                       |
| 2015 | "Pretty Girl Dance, Pt. 2" | Yalee                                                     | —                       |
| 2015 | "Still Selling Dope"       | Gucci Mane                                                | King Gucci              |
| 2015 | "Money"                    | Lil Silk, DC Young Fly                                    | Son of a Hustler 2      |
| 2015 | "Rollin Dank"              | Project Pat, Big Trill                                    | Pistol and a Scale      |
| 2015 | "I Think I Love Her"       | Fat Trel                                                  | Georgetown              |
| 2015 | "Flicka Da Wrist" (Remix)  | Chedda Da Connect, Yo Gotti, Boosie Badazz, Boston George | Chedda World: The Album |
| 2015 | "Valet"                    | Eric Bellinger, 2 Chainz                                  | —                       |
| 2015 | "Body on Me" (Remix)       | Rita Ora, Chris Brown                                     | —                       |
| 2015 | "1hunnid"                  | K Camp                                                    | Only Way Is Up          |
| 2015 | "Keep It 100"              | Rich The Kid                                              | Flexxin on Purpose      |
| 2015 | "Like Me" (Remix)          | Lil Durk, Jeremih, Lil Wayne                              | —                       |
| 2015 | "Tell Me"                  | Yo Gotti                                                  | The Return              |